# Курлак (коммуна)
Курла́к (фр. Courlac) — коммуна во Франции, находится в регионе Пуату — Шаранта. Департамент — Шаранта. Входит в состав кантона Шале. Округ коммуны — Ангулем.
Код INSEE коммуны — 16112.
Коммуна расположена приблизительно в 430 км к юго-западу от Парижа, в 145 км южнее Пуатье, в 39 км к югу от Ангулема.

## Население
Население коммуны на 2008 год составляло 66 человек.
| 1962 | 1968 | 1975 | 1982 | 1990 | 1999 | 2008 |
| ---- | ---- | ---- | ---- | ---- | ---- | ---- |
| 132  | 92   | 84   | 80   | 64   | 59   | 66   |

## Администрация
| Период | Период | Фамилия            | Партия | Примечания                           |
| ------ | ------ | ------------------ | ------ | ------------------------------------ |
| 2001   | 2008   | Ален Нансель-Пенар |        |                                      |
| 2008   | 2014   | Тьерри Кроше       |        | инженер по техническому обслуживанию |

## Экономика
В 2007 году среди 39 человек в трудоспособном возрасте (15—64 лет) 23 были экономически активными, 16 — неактивными (показатель активности — 59,0 %, в 1999 году было 59,0 %). Из 23 активных работали 22 человека (15 мужчин и 7 женщин), безработной была 1 женщина. Среди 16 неактивных 1 человек был учеником или студентом, 8 — пенсионерами, 7 были неактивными по другим причинам.

## Достопримечательности
- Церковь Сен-Жорж
  - Статуи Богородицы и Св. Петра (XVII век). Высота скульптур — 37 см. Исторический памятник с 2004 года[3]
  - Запрестольный образ (XVII век). Картина распятия исчезла. Новая картина распятия датируется XX веком. Исторический памятник с 2004 года[4]
  - Алтарь (XIX век). Исторический памятник с 2004 года[5]
  - Купель (XV век). Размеры — 70×80 см. Исторический памятник с 2004 года[6]

## Фотогалерея

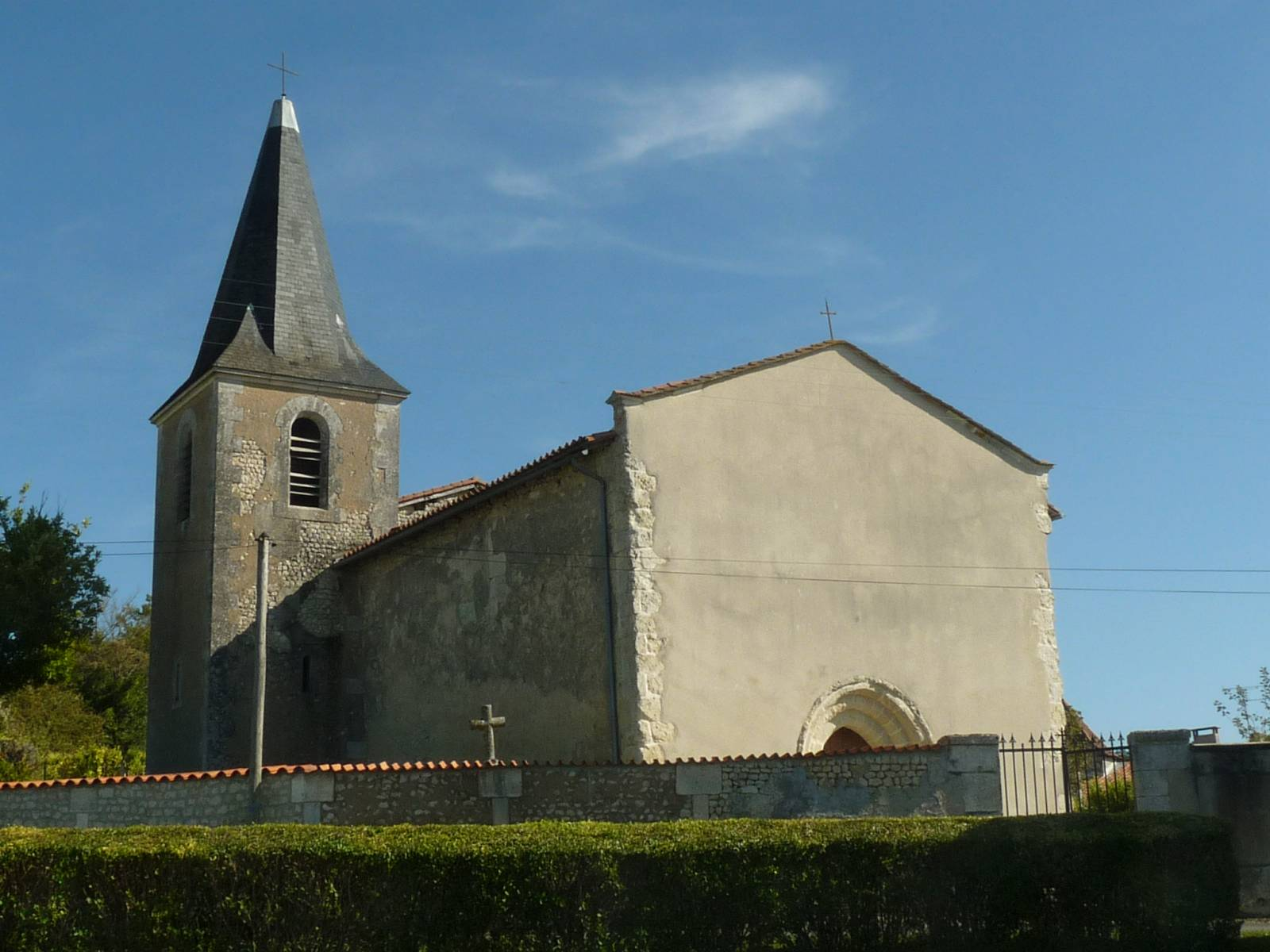
Церковь Сен-Жорж
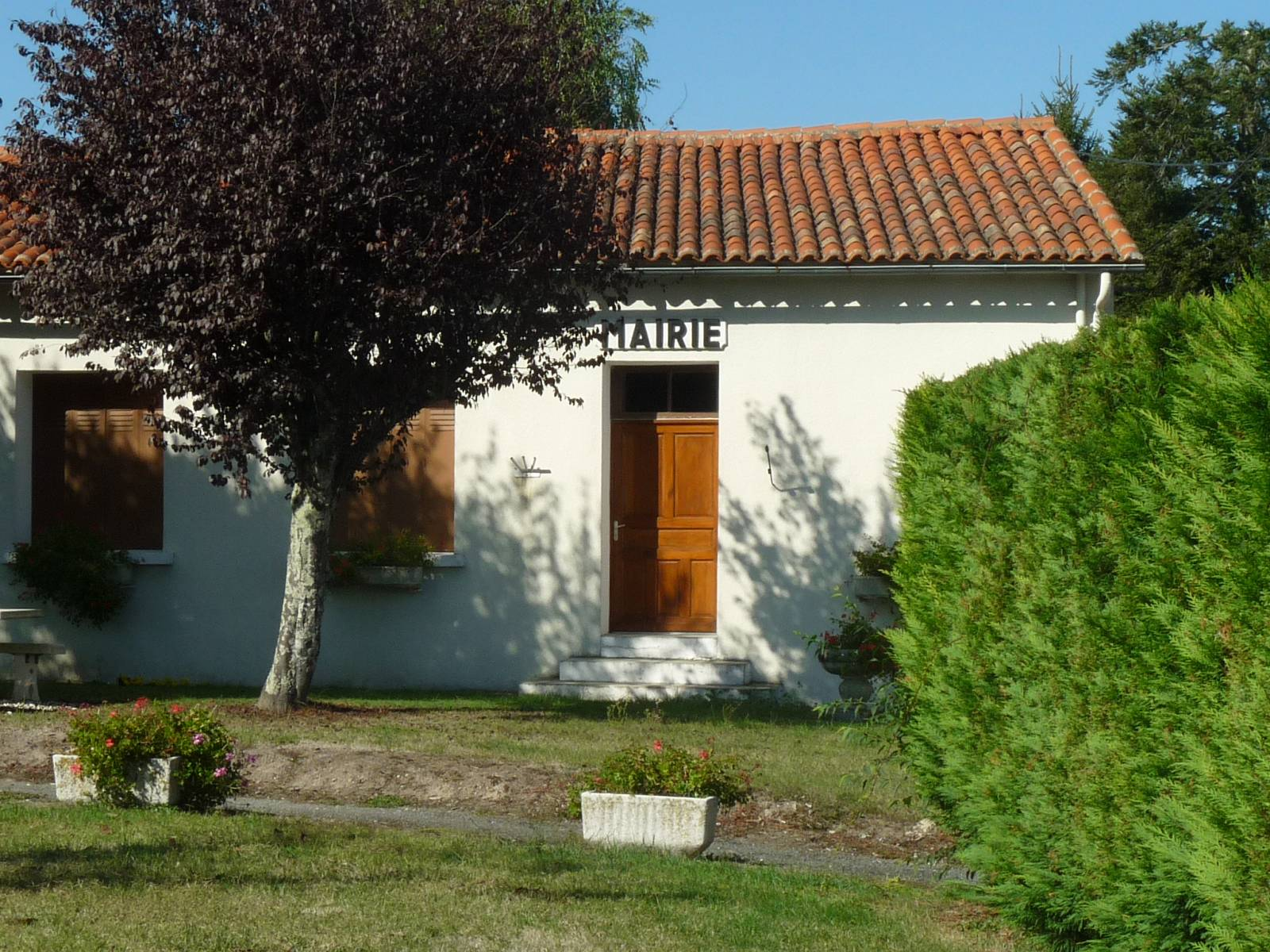
Мэрия
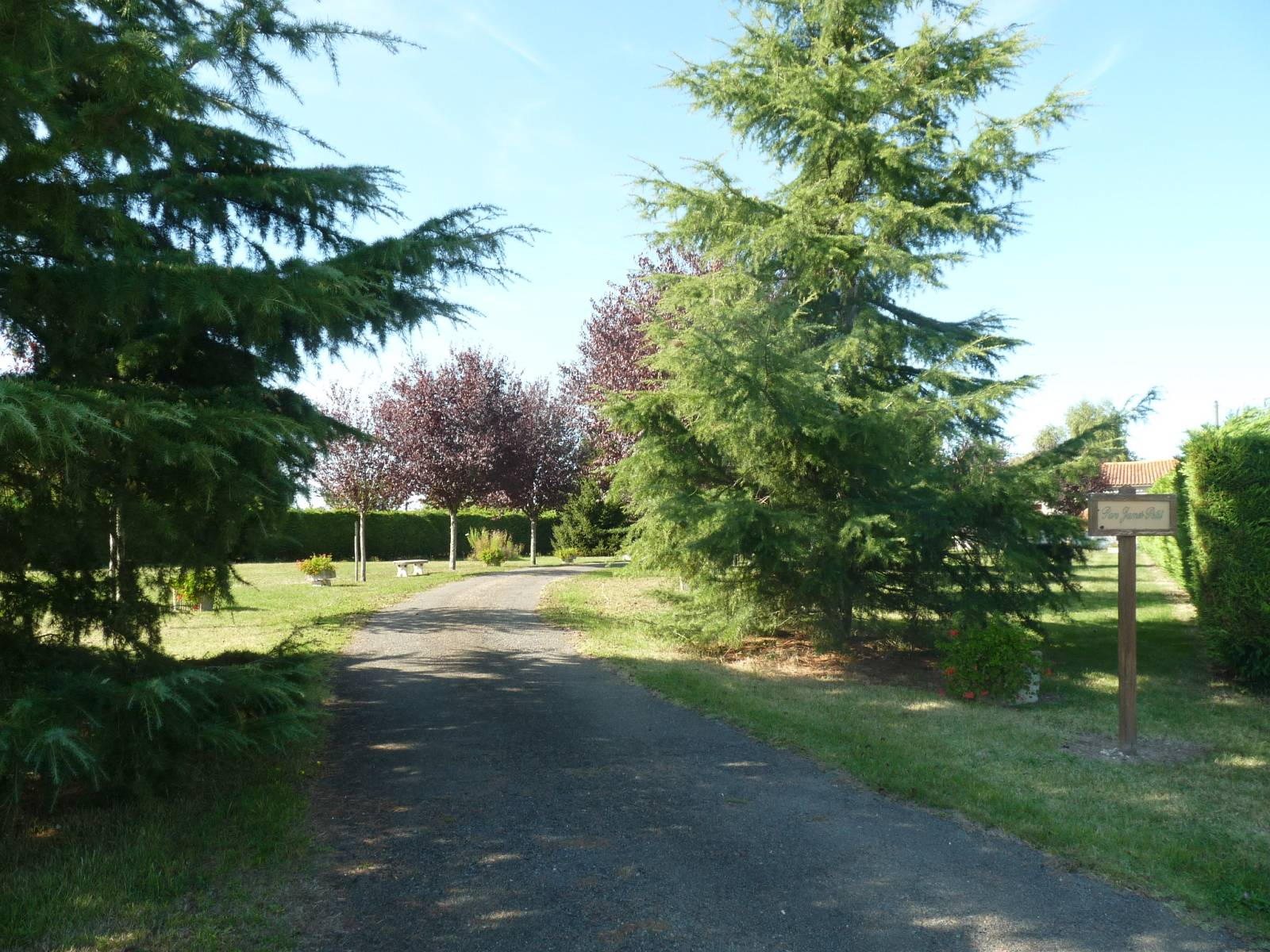
Парк Джеймса Пети